# Cepeda (Santa Fe)
Cepeda es una localidad del departamento Constitución, provincia de Santa Fe, República Argentina. Dista 35 km de la ciudad de Villa Constitución (Cabecera Departamental) y 229 km de la ciudad de Santa Fe (capital provincial). Cuenta con un acceso pavimentado de 5 km que se ubica a la vera de la ruta provincial 90.

## Historia

### Confusión de batallas
Debido al nombre de este pueblo, generalmente se cree que las dos Batallas de Cepeda sucedieron cerca del pueblo Cepeda.
Pero se libraron a unos 35 km al sur de este lugar, a orillas del arroyo Cepeda, cerca del pueblo Mariano Benítez, en el norte de la provincia de Buenos Aires.

## Geografía

### Sismicidad
La región responde a la subfalla del río Paraná, y a la del Río de la Plata, y a la falla de Punta del Este, con sismicidad baja. 
El último terremoto sucedió el 5 de junio de 1888 a las 3:20 h (UTC-3), hace 136 años, con una magnitud aproximadamente de 4,5 grados en la escala de Richter (ver terremoto del Río de la Plata en 1888).

## Población
Cuenta con 349 habitantes (Indec, 2010), lo que representa un incremento del 22% frente a los 288 habitantes (Indec, 2001) del censo anterior.
| Gráfica de evolución demográfica de Cepeda (Santa Fe) entre 1980 y 2010 |
|                                                                         |
| Fuente: Censos nacionales del INDEC                                     |

## Ferrocarril
- Estación Cepeda

## Santa patrona
- Nuestra Señora de Luján. Festividad: cuarto domingo de octubre

## Creación de la comuna
- 6 de noviembre de 1906

## Parajes
- Campo San José
- Estación Stephenson
- Pueblo Colazzo

## Escuelas de educación común y adultos
- Escuela Ejército Argentino, 58 alumnos
- Escuela Cayastá, 144 alumnos

## Entidades deportivas y sociales
- Sociedad Italiana Social y Cultural